# Margit Hettling
Margit Hettling, verheiratete Hundt, (* 1943 in Bremen) ist eine deutsche Schwimmerin und mehrfache deutsche Meisterin.

## Biografie
Hettling ist die Tochter von Ludwig Hettling (190?–1973), der zweimal Norddeutscher Meister über 400 m Kraul wurde und von 1946 bis 1971 Vorsitzender des Schwimmvereins S.V. Weser war. Ihr Bruder Hans-Walter Hettling war 1964 Norddeutscher Meister im 400 m und 1500 m Kraul und im 400-m-Lagenschwimmen.
Hettling begann das Schwimmtraining bereits als Elfjährige. Sie schwamm für den  SV Weser und dem Bremer Schwimmverein (BSV). Vier deutsche Jugendmeisterschaften errang sie und erzielte vier deutsche Rekorde; neunmal wurde sie von 1964 bis 1967 Deutsche Meisterin. Sie wurde über 400 m Freistil bei den Deutschen Schwimmmeisterschaften 1964 in Berlin, 1965 in Itzehoe. 1966 in Sindelfingen und 1967 in Essen viermal in Serie Deutsche Meisterin. Weiterhin errang sie zweimal den Titel über die 800-m-Kraul-Distanz. Ihre Bestzeit von 10:23,6 Minuten über 800 m Kraul erzielte sie 1966.
Hettling war bei den Olympischen Sommerspielen 1964 in Tokio für die Staffel nominiert, kam aber verletzungsbedingt nicht zum Einsatz. 
Sie ist verheiratet mit Gerhard Hundt und betrieb in den 2000er Jahren ein Kosmetikstudio in Thedinghausen.

## Ehrungen
- 1968: Senatsplakette der Freien Hansestadt Bremen